# كلاوديو لويز اسونساو دي فريتاس
كلاوديو لويز اسونساو دي فريتاس (31 مارس 1972 في ساو باولو في البرازيل – )؛ هو لاعب كرة قدم سابق كان يلعب كمدافع.

## وصلات خارجية
- كلاوديو لويز اسونساو دي فريتاس على موقع رابطة كرة القدم اليابانية للمحترفين (اليابانية)
- كلاوديو لويز اسونساو دي فريتاس على موقع قاعدة بيانات كرة القدم.إي يو (الإنجليزية)
- كلاوديو لويز اسونساو دي فريتاس على موقع عالم كرة القدم.نت (الإنجليزية)